# Přírodní park Mannersdorf-Wüste
Přírodní park Mannersdorf-Wüste je přírodní park, který byl zřízen roku 1986. Leží jižně od dolnorakouského města Mannersdorf am Leithagebirge a rozkládá se na ploše o 115 hektarech. Přírodní park je součástí chráněné krajinné oblasti Litavské vrchy.

## Popis
Přírodní park Mannersdorf-Wüste je tvořen zejména dubohabrovými háji, ležících na svazích Litavských vrchů. Jeho hlavní část se nachází v místě bývalého kláštera řádu bosých karmelitánů (St. Anna in der Wüste), jenž byl 1. září 1783 zrušen reformou Josefa II. a který je obklopen 4,5 km dlouhou ohradní zdí. Parkem prochází stezka věnovaná císaři Marcu Aureliovi, který měl na jeho území přenocovat.

V areálu parku stojí zřícenina hradu Scharfeneck, blízko níž byly objeveny stopy po pravěkém osídlení z doby halštatské a laténské. Na jaře roku 2014 byly v parku objeveny pozůstatky římské vily. Archeologické nálezy z této oblasti jsou vystaveny v mannersdorfském muzeu.

## Fauna a flóra
Přírodní park Mannersdorf-Wüste je domovem pro poštolky obecné a káňata lesní, živící se malými savci a pěvci, tamější louky zas pro četné druhy hmyzu a sněženky, krokusy, prvosenky, bramboříky, konvalinky vonné a vzácné druhy orchidejí.

## Galerie

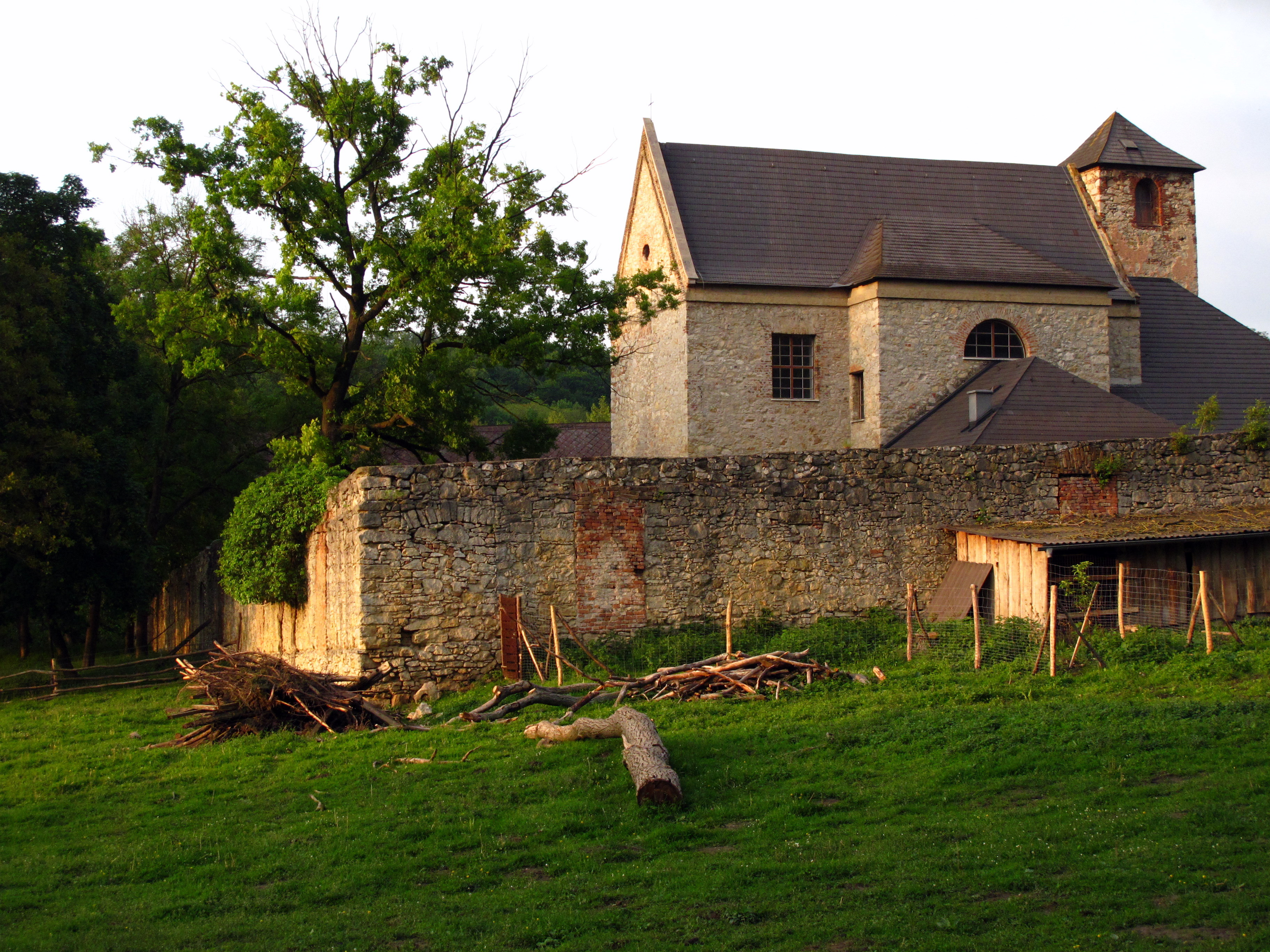
Bývalý klášter
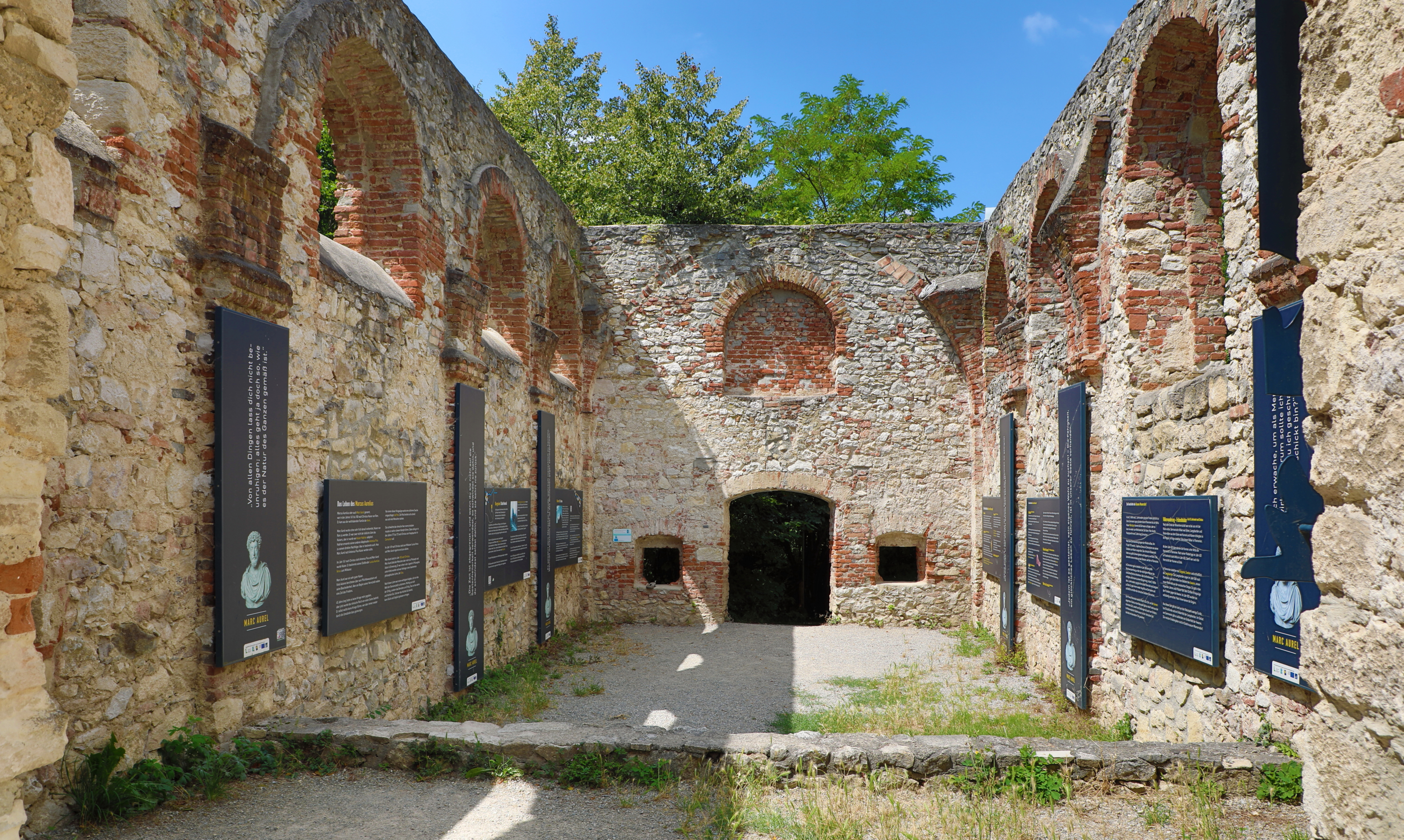
Leopoldskapelle
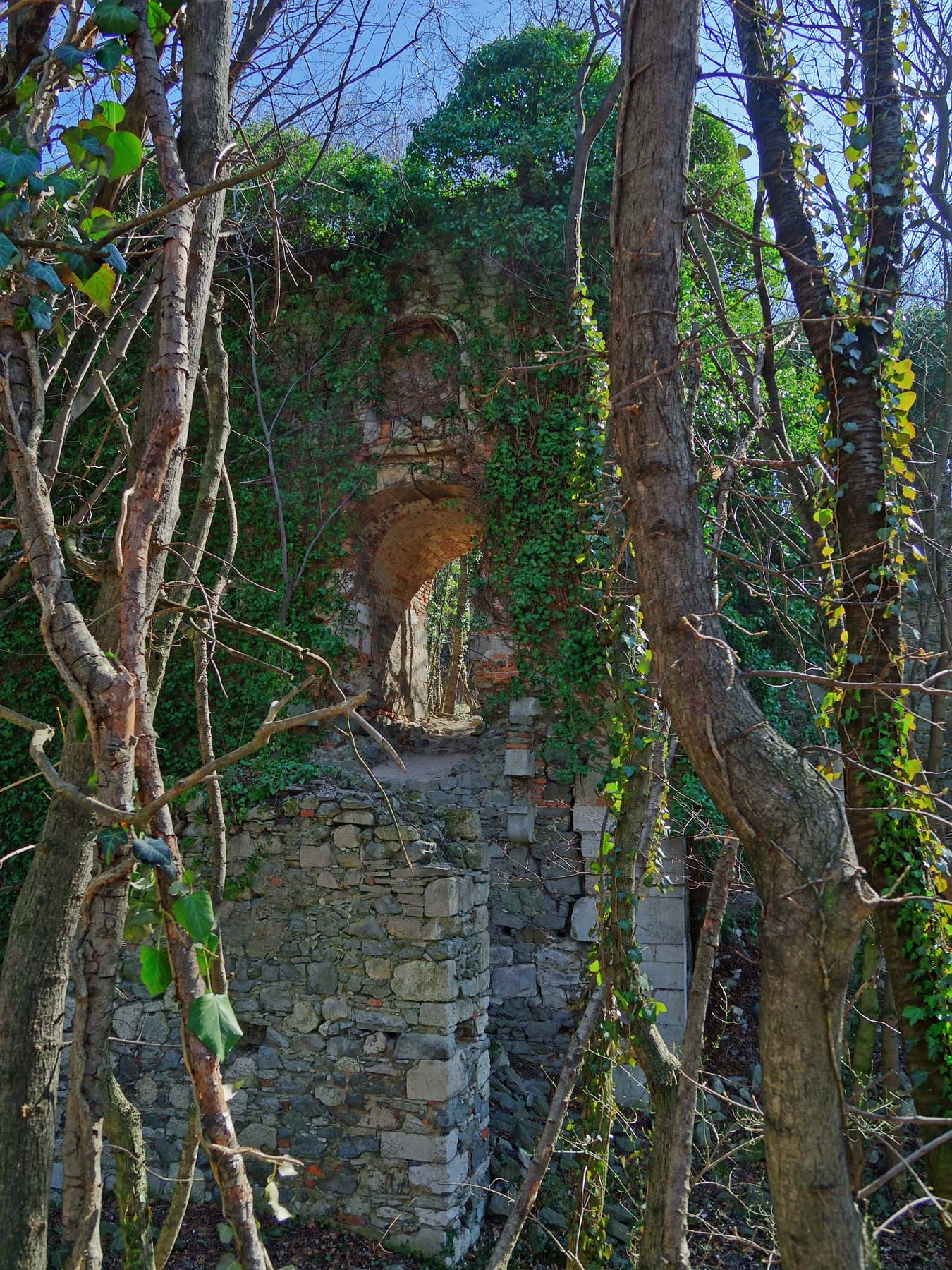
Zřícenina hradu Scharfeneck